# Samochód pancerny wz. 29
Samochód pancerny wz. 29 (znany również jako Ursus wz. 29) – samochód pancerny konstrukcji polskiej, z okresu przed II wojną światową.

## Historia
W 1928 rozpoczęto produkcję samochodu ciężarowego Ursus A, na licencji włoskiej.
Sztab Generalny Wojska Polskiego zaplanował użycie jego podwozia do zbudowania samochodu pancernego. Miał on być cięższy, lepiej opancerzony i uzbrojony od wprowadzanego właśnie do uzbrojenia samochodu pancernego wz. 28. Zespołem projektantów Wojskowego Instytutu Badań Inżynierii kierował porucznik inżynier Rudolf Gundlach (twórca peryskopu odwracalnego).

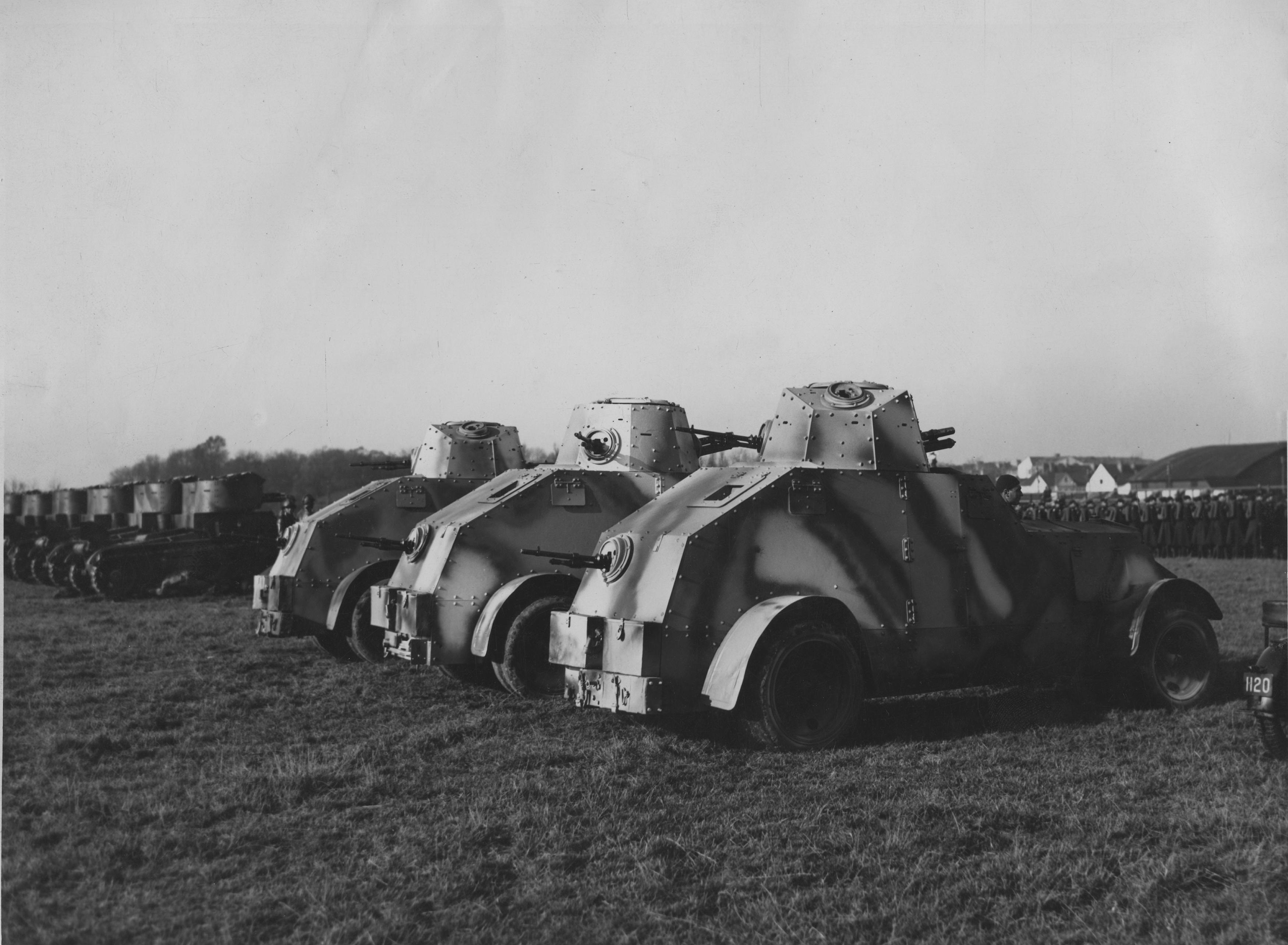
Samochody pancerne wz. 29 Ursus (w kamuflażu)

Konstruktorzy nawiązali do konstrukcji samochodu pancernego Putiłow-Austin, projektując między innymi drugie, tylne stanowisko kierowcy. Pozwalało ono wycofać się spod ognia nieprzyjaciela bez konieczności zawracania.
Konstrukcja wieży nawiązywała do zastosowanej w samochodzie pancernym White TBC - umieszczono w niej naprzeciw siebie działko i karabin maszynowy. Rozwiązanie to miało tę niedogodność, że aby zmienić rodzaj używanej broni, strzelec musiał wykonać półobrót wieżą. W drugiej, poprawionej wersji wieży, wadę tę zmniejszono i broń usytuowano pod kątem 120 stopni względem siebie. W tych czasach nie montowano jeszcze powszechnie później stosowanych w pojazdach pancernych karabinów maszynowych sprzężonych z armatami. 

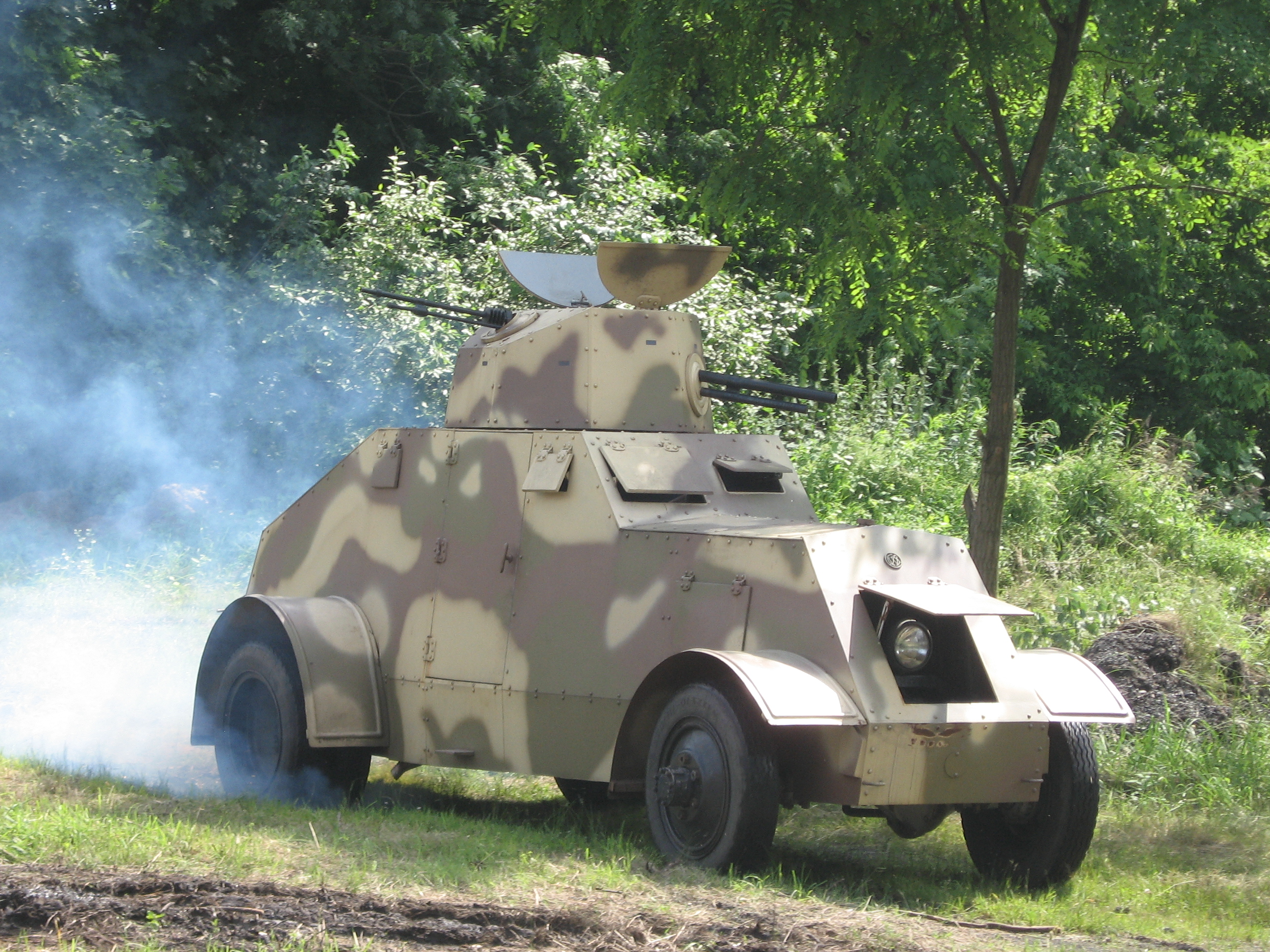
Samochód pancerny wz. 29 (replika)

W wieży zainstalowano także drugie jarzmo dla karabinu maszynowego. Było ono usytuowane na jej dachu i miało służyć do mocowania km-u podczas strzelań przeciwlotniczych. Szybko wzrastająca prędkość samolotów spowodowała, że stało się ono bezużyteczne. Strzelec nie był w stanie "prowadzić" poruszającego się szybko celu i dlatego nie było ono używane.
Konstruktorzy starannie opracowali kształt kadłuba nowego samochodu pancernego. Udało się im uzyskać pewne pochylenie poszczególnych płyt pancernych. Chroniły one załogę przed odłamkami i zwykłymi pociskami karabinowymi z każdej odległości. Na karabinowe pociski przeciwpancerne były odporne z odległości 300 metrów.
Prace projektowe zakończyły się w pierwszej połowie 1929. Zbudowano prototyp, który poddano próbom poligonowym. Wykazały one wiele zalet pojazdu. Były to: silne uzbrojenie, dostateczne opancerzenie i tylne stanowisko kierowcy. Zalety te nie równoważyły jednak wad: małej prędkości i zwrotności, zbyt wysokiej sylwetki i małej sprawności w jeździe terenowej. Wady te wynikały głównie z niewielkiej mocy zastosowanego silnika. Oprócz żelaznego prototypu, zbudowano najprawdopodobniej tylko 20 wozów. Seria ta została ukończona do lipca 1931.

## Służba
Zbudowana seria pojazdów wystarczyła do wystawienia kompanii samochodów pancernych. Od 1936 znajdowały się one w Batalionie Doświadczalnym Centrum Wyszkolenia Broni Pancernych. We wrześniu 1939 sformowano z nich szwadron w składzie 7 samochodów, wchodzący w skład 11 Dywizjonu Pancernego Mazowieckiej Brygady Kawalerii, ponadto ósmy samochód był w dowództwie Dywizjonu.

## Zachowane egzemplarze i repliki

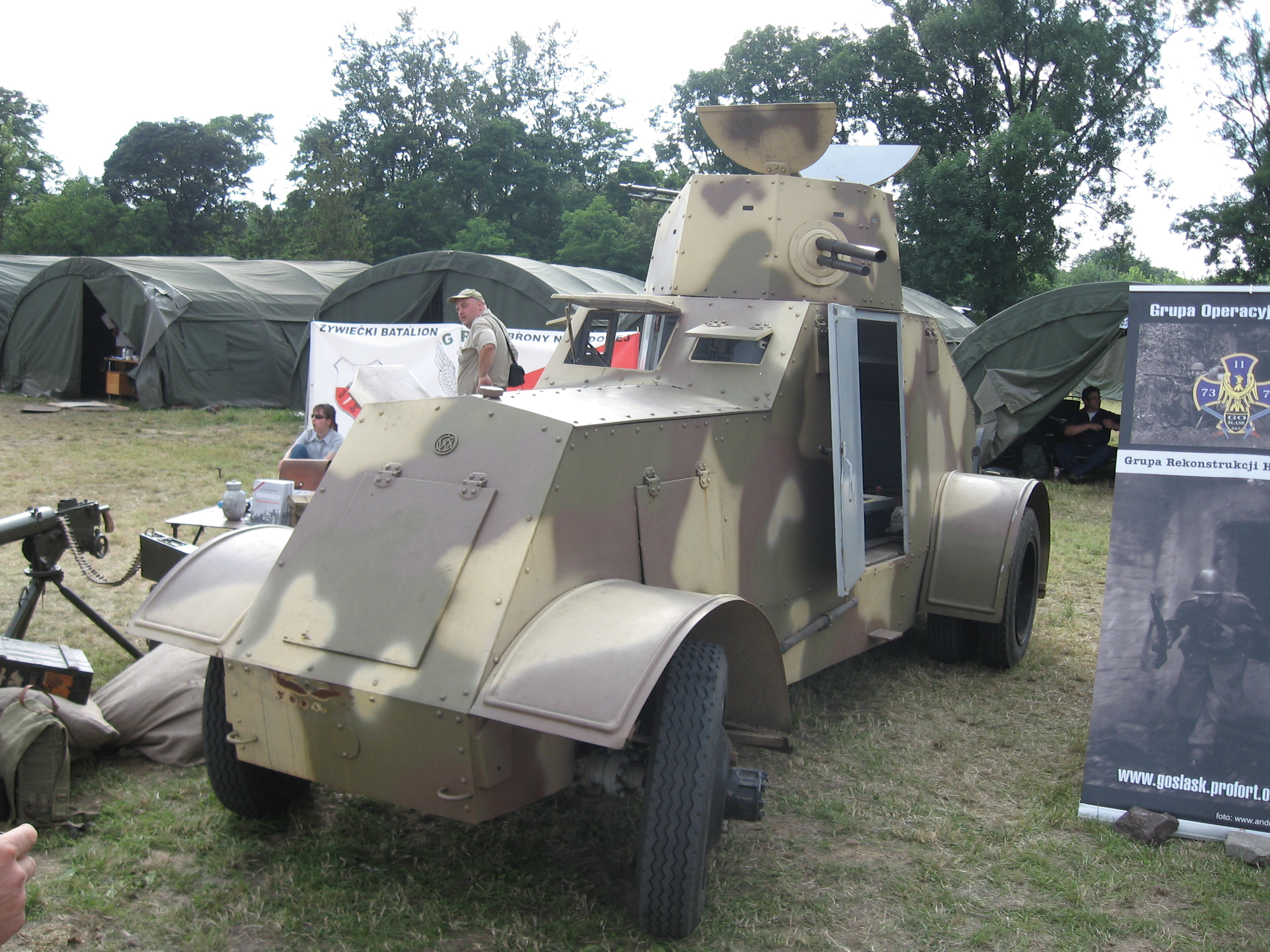
Replika
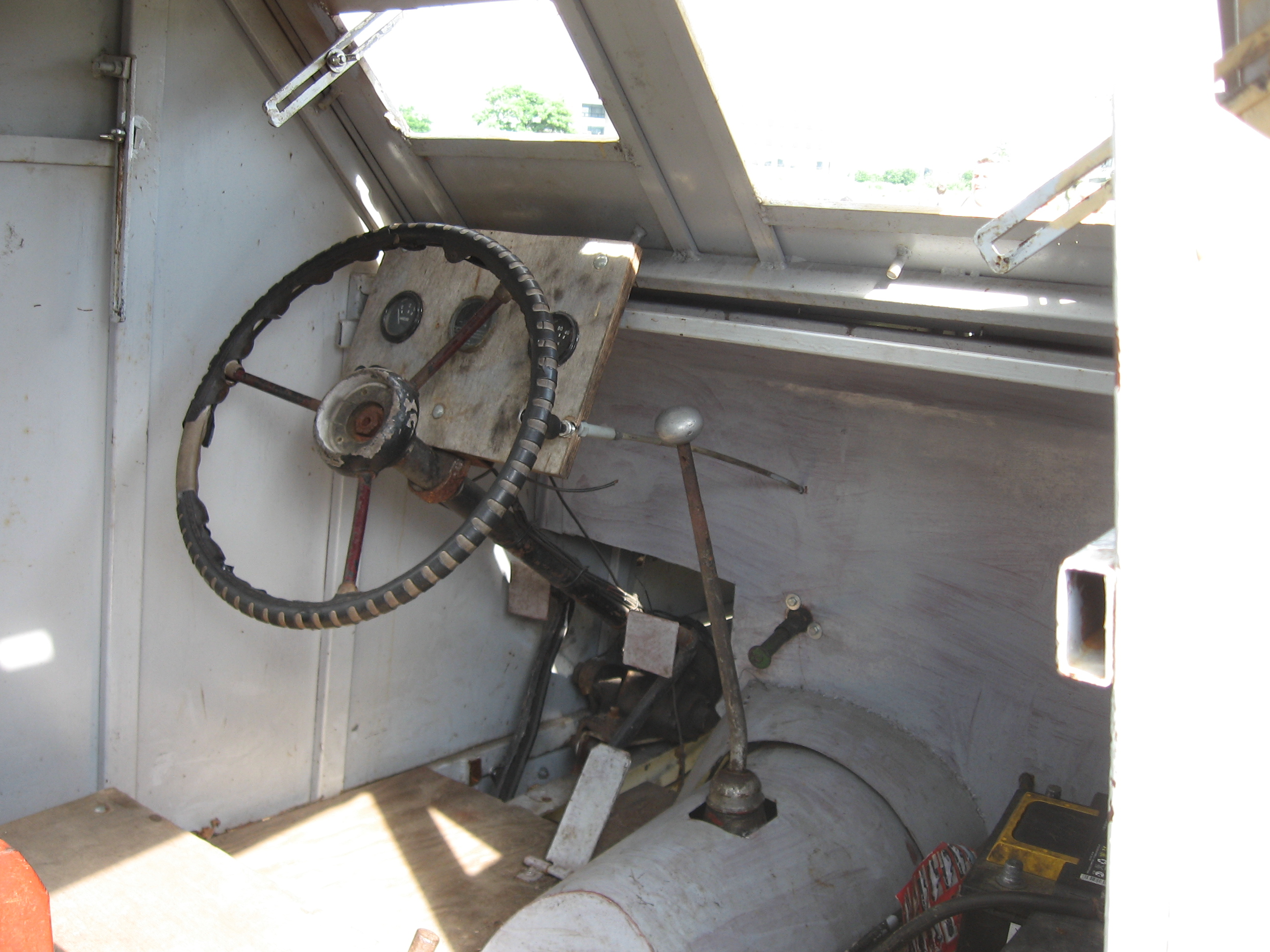
Stanowisko kierowcy (replika)
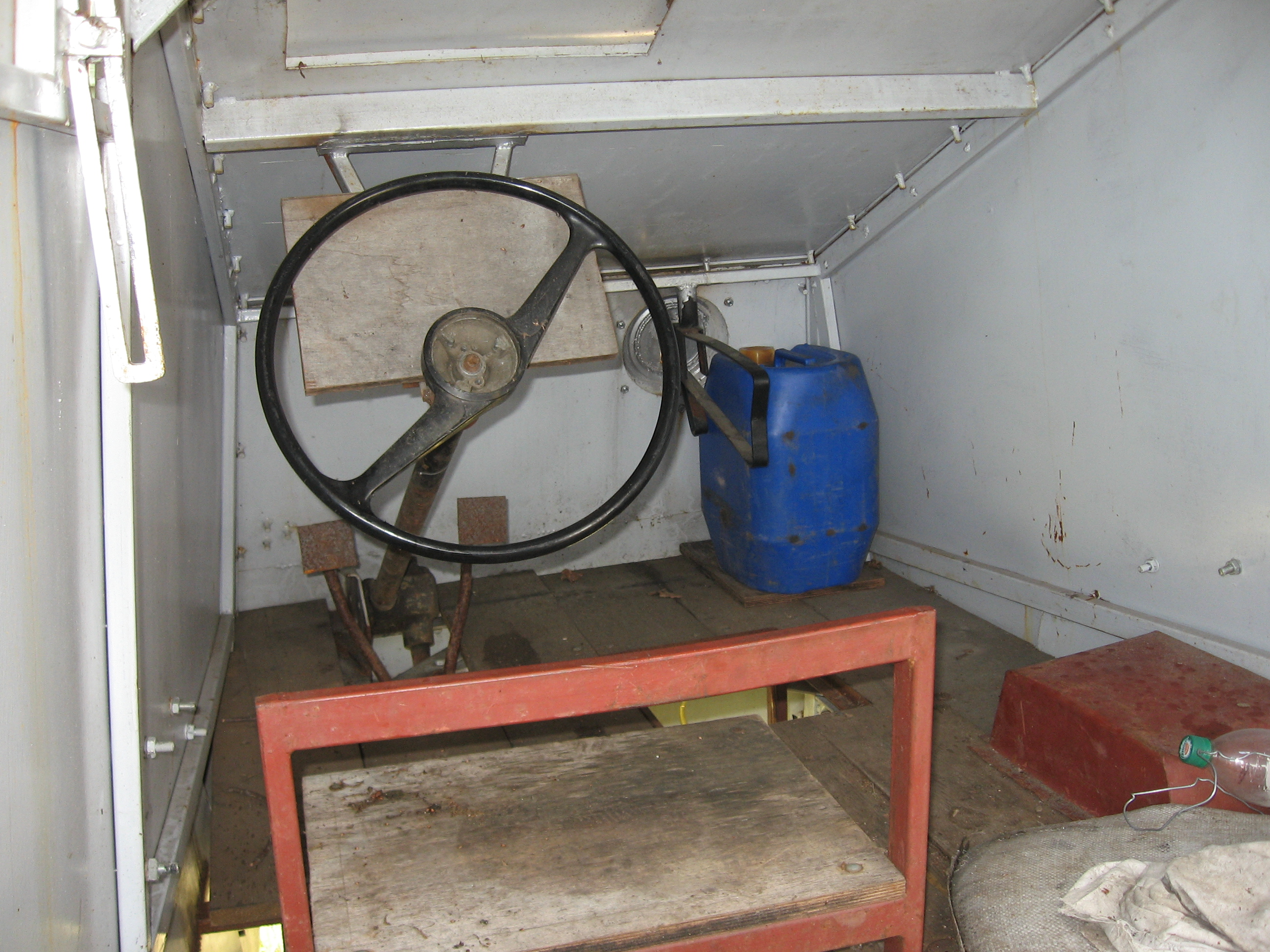
Stanowisko tylnego kierowcy (replika)